# Stoczek Łukowski
Stoczek Łukowski este un oraș în Polonia.